# Der Schatz im Silbersee
Der Schatz im Silbersee é um filme germano-iugoslavo-francês de 1962, dos gêneros aventura e faroeste, dirigido por Harald Reinl, roteirizado por Harald G. Petersson, baseado no livro de Karl May, música de Martin Böttcher.

## Sinopse
Winnetou e Old Shatterhand enfrentam violenta quadrilha de bandoleiros na busca de um fabuloso tesouro indígena.

## Elenco
- Lex Barker ....... Old Shatterhand
- Pierre Brice ....... 	Winnetou
- Herbert Lom ....... Coronel Brinkley
- Götz George ....... Fred Engel
- Karin Dor ....... Ellen Patterson
- Ralf Wolter ....... 	Sam Hawkens
- Eddi Arent ....... Lord Castlepool
- Marianne Hoppe  ....... Mrs. Butler
- Mirko Boman ....... Gunstick Uncle
- Sima Janicijevic ....... Patterson (como Jan Sid)
- Jozo Kovacevic ....... Grosser Wolf
- Slobodan Dimitrijevic ....... Rollender Donner
- Branko Spoljar ....... Doc Jefferson Hartley
- Milivoj Stojanovic ....... Knox
- Velemir Chytil ....... Woodward (como Velemir Hitil)